# Agathis flavescens
Agathis flavescens е вид растение от семейство Араукариеви (Araucariaceae). Видът е световно застрашен, със статут Уязвим.

## Разпространение
Разпространен е в Малайзия.